# Germaria sesiophaga
Germaria sesiophaga är en tvåvingeart som beskrevs av Rikhter 1987. Germaria sesiophaga ingår i släktet Germaria och familjen parasitflugor. Inga underarter finns listade i Catalogue of Life.